# 男は敷居を跨げば七人の敵あり
男は敷居を跨げば七人の敵あり（おとこはしきいをまたげばしちにんのてきあり）は、江戸時代からのことわざ。

## 概要
男というのは家を出て社会に出れば、様々な多くの敵がいるということである。そしてどのような敵がいるのか分からないということで、男は広く世間に出て働くならば、心構えをしておくように戒めることわざである。敷居というのは部屋や玄関の境に敷く横木で、内と外の境界をなすものである。ここでの七人とは実数ではなく様々なことを意味する言葉である。
岸田國士は男は敷居を跨げば七人の敵ありを例にあげて、日本人というのは昔から人間と人間との関係を自ずから相親しむべきものとはしないで、かえって互いに心を許せないもので、油断をすれば隙に乗ぜられるものというふうに教えられているとしている。
このことわざは1864年に初演が行われた歌舞伎の曾我綉侠御所染が由来となっている。
船越義珍によって定められた「空手二十箇條の第十六条で訓示されていることは、男は敷居を跨げば七人の敵あり」と同義である。
2009年には川北義則が著した『男には七人の敵がいる』という書籍がPHP新書で出版され、周囲には面倒くさい敵ばかりであるとするが、敵がいてこそ人は成長するため敵は必要不可欠であることを説く。
2012年には『七人の敵がいる』というテレビドラマが放映され、小学生の子を持つ親の苦労が描かれる。
2020年には『女子は敷居を跨げば七人の敵あり』という映画が配信される。監督は上條大輔。